# Stanisław Piotrowski (polityk)
Stanisław Piotrowski (ur. 1 lipca 1939 w Krasnem, zm. 5 lipca 2015 w Olsztynie) – polski działacz partyjny i państwowy, w latach 1982–1990 wicewojewoda olsztyński.

## Życiorys
Syn Szczepana i Natalii. W latach 1957–1962 studiował w Wyższej Szkole Rolniczej w Olsztynie. W 1964 wstąpił do Polskiej Zjednoczonej Partii Robotniczej. Od 1975 związany z Komitetem Wojewódzkim PZPR w Olsztynie, początkowo jako instruktor. Od 1975 do 1981 był kolejno zastępcą kierownika oraz kierownikiem Wydziału Rolnego i Gospodarki Żywnościowej w KW PZPR w Olsztynie, następnie od 1981 do 1982 kierownikiem Wydziału Społeczno-Rolnego. W latach 1978–1981 pozostawał członkiem Komitetu Wojewódzkiego PZPR. Od września 1982 do 1990 pełnił funkcję wicewojewody olsztyńskiego.